# الداخلة (جبلة)

تعديل مصدري - تعديل

الداخلة محلة تابعة لقرية المصيار، التابعة لعزلة الثوابي بمديرية جبلة إحدى مديريات محافظة إب في الجمهورية اليمنية، بلغ تعداد سكانها 39 حسب تعداد اليمن لعام 2004.